# Onthophagus klapperichi
Onthophagus klapperichi là một loài bọ cánh cứng trong họ Bọ hung (Scarabaeidae).